# Oxalis corniculata
- Commons
- Wikispecies

Oxalis corniculata é uma espécie de planta com flor pertencente à família Oxalidaceae. 
A autoridade científica da espécie é L., tendo sido publicada em Species Plantarum 1: 435. 1753.
Os seus nomes comuns são erva-azeda, erva-azeda-de-folha-pequena, erva-azedinha, erva-canária, trevo-azedo, trevo-azedo-bastardo, trevo-azedo-da-índia ou trevo-azedo-de-folhas-pequenas.

## Portugal
Trata-se de uma espécie presente no território português, nomeadamente em Portugal Continental, no Arquipélago dos Açores e no Arquipélago da Madeira.
Em termos de naturalidade é nativa de Portugal Continental e introduzida nos Arquipélago dos Açores e da Madeira, sendo a espécie classificadas como invasoras apenas na Região Autónoma da Madeira segundo o Decreto-Lei n.º 92/2019, de 10 de julho.

## Brasil
Os nomes populares no Brasil são azedinha, pé-de-pombo e três-corações. É uma planta não nativa e que se naturalizou, estando presente em todo território brasileiro.

## Protecção
Não se encontra protegida por legislação portuguesa ou da Comunidade Europeia.